# Flatøya (Sveio)
Ne doit pas être confondu avec Flatøya.
Flatøya est un récif norvégien dans le landskap Sunnhordland du comté de Vestland. Il appartient administrativement à Sveio.

## Géographie
Rocheuse et désertique, à fleur d'eau, elle s'étend sur environ 220 m de longueur pour une largeur approximative de 128 m. 